# كوريو (شركة)
كوريو هي شركة استثمارية عقارية سابقة مقرها في هولندا تملك وتدير مراكز التسوق. يقع مقر الشركة الرئيسي في أوتريخت، وتتألف الشركة في المقام الأول من مجموعة من خصائص البيع بالتجزئة بقيمة 7.2 مليار يورو في هولندا وفرنسا وإيطاليا وإسبانيا وألمانيا وتركيا. تأسست الشركة في عام 2000 من خلال دمج الصناديق العقارية في أي بي ودبليو بي ان،  البداية أيضًا استثمرت استثمارات كبيرة في مباني المكاتب والعقارات التجارية الأخرى. ومنذ ذلك الحين تم تقليص هذه الأنشطة لصالح العقارات بالتجزئة. في نهاية عام 2010، كان حوالي 4 ٪ من مقتنيات كوريو في عقارات بخلاف مراكز التسوق، بانخفاض عن 47 ٪ في عام 2000. الشركة مدرجة في بورصة أمستردام وبورصة يورونكست باريس وهي مكون من مؤشر بورصة أمستردام منذ مارس 2008. في عام 2015 اندمجت شركة كوريو مع شركة الاستثمار العقاري الفرنسية كليبر.

## روابط خارجية
- الموقع الرسمي